# 1・2の三四郎
『1・2の三四郎 』（いちにのさんしろう）は、小林まことによる日本の漫画。1981年度（昭和56年度）、第5回講談社漫画賞少年部門受賞。
続編に『1・2の三四郎 2』、『格闘探偵団』がある。

## 概要
『週刊少年マガジン』（講談社）にて、1978年（昭和53年）から1983年（昭和58年）まで連載された。1978年に第20回少年マガジン新人漫画賞で入選した短編「格闘三兄弟」がベースとなっている。
小林の初連載作品で、小林が漫画家としての地歩を築いた出世作であり、現在でも小林の代表作のひとつである。基本的にはコメディ漫画だが、高校編では「ラグビー」「柔道」、卒業後は「プロレス」と、物語はスポーツをベースにした展開となっており、ラグビーや柔道、プロレスの試合といったスポーツのシーンは非常に真面目に描かれている。連載開始から30年近く経つが、コミックをはじめとして佐竹雅昭主演による実写映画化（別項を参照のこと）やパチンコ化されている。単行本はマガジンKCより全20巻、その後ワイドKC版と講談社漫画文庫版が全12巻にて刊行（いずれも絶版）。現在、講談社 KC On Demand にて全12巻の復刻版が購入可能である。
前半部の物語は新賀田県新賀田市という架空の県・市が舞台となっているが、これは作者の小林の出身地である新潟県新潟市をモチーフとしており、後の小林作品にもたびたび登場している。
なお、連載開始当時、小林は週刊、すなわち7日ごとの連載であるこの作品を毎回8日ペースで執筆しており、どうしても時間が足りなかった。よって、時折内容のまるでない、スカスカの、明らかな手抜き作品を掲載せざるを得ないことがあった。小林は後年これを振り返り、「ダメなときはダメなりにやるのではなくダメなときは誰が見てもダメとわかるダメな作品を載っけた」と語っている。また、連載中に作者急病の理由で10回ほど休載しているのだが、本当に急病だったのは、1979～80年に『月刊少年マガジン』に「シロマダラ」を平行で連載した際に、週に睡眠8時間という無理な執筆活動を続けた結果、一週間寝込むほど体調を崩したときだけだと語っている。

## 登場人物
続編『1・2の三四郎 2』にも引き続き登場している人物に関しては、『1・2の三四郎 2』の項目も合わせて参照のこと。
なお、分類については原則として初登場時の所属団体に合わせている。

### 主要人物
東 三四郎（あずま さんしろう）
本作の主人公。初登場当時16～17歳。天竜学園ラグビー部に所属し、持ち前の運動神経の良さで、同級生の飛鳥とともにラグビー部を背負って立つ存在であったが、練習中に部員が怪我を負った際にラグビー部を廃部から守るため、自ら濡れ衣をかぶり退部した過去を持つ（復刻版第1巻参照）。ラグビー部時代、試合中のアクシデントで頭部を負傷し、大流血となったが、その場で傷口を縫合し試合を続けた事があり、日本国外のラグビー誌にもエピソードとして紹介されている。ラグビー部を退部後、柔道部に入部しようとするが、柔道部部長の大橋の退部で柔道部唯一の部員となってしまう。しかし、空いた道場を使うべく押しかけてきた馬之助や虎吉、さらには志乃まで巻き込んでの紆余曲折の末に総合格闘部を設立し、クラブ祭でのラグビー部とのラグビー特別試合やインターハイの柔道中部地区予選（以下、柔道インターハイ予選）で活躍。高校3年の夏休みに新東京プロレス（以下、新東プロ）に入門すべく上京するが、入門テスト時に乱入してきた伝説の悪役レスラー・桜五郎に惹かれ、新東プロを蹴って桜五郎に弟子入り。以降、『ひまわり軍団（桜軍団）』に所属することとなり、ひまわり軍団所属のレスラーとして新東プロの巡業に参戦、若手戦線で五頭らと熱い戦いを繰り広げる。普段はひまわり軍団の仮の姿・横浜市鶴見区のひまわり保育園で保父として働き、夜や休日にレスラーとしてのトレーニングをしている。馬鹿力で、石頭で、スケベで、傍目からは自信過剰と思えるほどに自分の強さを裏付けとした自信に満ち溢れている。幼い頃より3度の飯よりプロレスが大好きで、ラグビーや柔道の試合でもプロレス技を相手に仕掛ける事が度々あった。プロデビュー後にショートタイツの尻に「闘魂」の2文字を入れるほどアントニオ猪木を敬愛しており、本人も猪木ばりのストロングスタイルのプロレスを標榜しているが、そのファイトスタイルは馬之助や観客からコミックショースタイルと揶揄される事もしばしば。普段は傲慢不遜とも思える言葉を発するが、志乃にシリアスな話をする時だけ、柄にもなく照れて呂律が回らなくなる。プロテインとアントンマテ茶を常用。口癖は「ウ〜シ」「ウッシャ〜〜〜」「〜なんだね」。得意技はブレーンバスター、バックドロップ（へそで投げるルー・テーズ式）、一撃で相手の戦意を削ぐ威力がある頭突き。
北条 志乃（ほうじょう しの）
三四郎の同級生で、本作のヒロイン。初登場当時16～17歳。転校初日に三四郎とぶつかるという青春漫画の王道のような出会いを果たすが、爽やかなシチュエーションはここまで。以降はギャグキャラとしてたびたび不幸な目に遭うようになる。酷い目に遭った場合、三四郎たちに慰められるが、大抵成功せずに子供のように「びぇ〜!」と泣き出すのが定番のオチであった。天竜学園転校前に在籍していた望月高校では生徒会長を務め、転入直後の実力テストでもいきなりトップを取るなど容姿端麗にして頭脳明晰だが、字がとてつもなく下手。成り行きで格闘部にマネージャー（ただし、マネージャーらしきことはほぼしていない）として参加。クラブ祭でのラグビー部との特別試合にも途中まで参加していたが、運動能力は人並み以下である。ラグビー部との特別試合に向けて髪を切りに行った時に理髪店の落ち度でおかっぱ頭になり（復刻版第1巻参照）、以後ラグビー編終了までカツラを着用していた。続く柔道編ではすっかり髪が伸びており、亜星の好みに合わせてポニーテールにしていた時期もあった。高校卒業後は親の反対を押し切り、三四郎たちと一緒にひまわり保育園で保母として働きながら、桜五郎の妻のコーキーとともにマネージャーや外国人レスラーの通訳としてひまわり軍団を支える。豊満なナイスボディの持ち主であるが（高校2年生時のスリーサイズはB88、W59、H90）、見方によっては太っているとも見えるのか、三四郎たちからは「笹ダンゴ女」呼ばわりされている。三四郎も目を剥くほどの大食いで、なおかつ少々痛んだものを食べても平気な顔をしており、アルコールも水ぐらいにしか感じない鉄の内臓の持ち主。料理は食べるだけでなく、作る方も得意である。いわゆる天然ボケであり、三四郎にインポの意味を真顔で聞いた後、意味も解らず五頭を「インポ」呼ばわりしたり、三四郎たちが桜五郎にトルコ風呂（ソープランドの当時の呼称）に連れて行ってもらう約束を貰った際、意味も分からず一緒になって喜んだりすることもあった（後にその意味を知り、三四郎に行かないように手紙を書いている）。ダイエットのためにハイマンナンを常用。叫び声は「でぇ〜!」。
西上 馬之助（にしがみ うまのすけ）
三四郎の悪友。大阪出身。天竜学園在学中は一人でレスリング部を背負っていた。大橋の退部で一時的に空室となった柔道部道場を狙い、紆余曲折の末に格闘部に合流。柔道のインターハイ予選では中堅を務め、レスリングの多彩な技を駆使して勝利した。小柄・軽量ながら、高校3年生時にはレスリングのバンタム級でインターハイを制覇するなど、抜群のレスリングテクニックとセンスを持っている。もともとはプロ志望ではなくオリンピックを目指していたが、高校卒業後は三四郎に付き合って（馬之助本人は強く否定している）桜五郎に弟子入りし、ひまわり軍団に加入。亡き父が大阪でお好み焼き屋を営んでいたことから、プロデビュー後のショートタイツの尻部分に「おこのみやき」と入れている。常識外れのことが多い三四郎の言動や行動に対し、横から「アホ」と突っ込むことが多いが、口では辛辣に扱いながらも互いの実力は認め合っている。プロレスデビュー戦の3人タッグマッチ3本勝負では、三四郎との仲間割れのために最終的に黒星となったものの、1本目に若手有望株の五頭からジャパニーズ･レッグロール･クラッチホールドでピンフォールを奪っており、その後の試合でもジュニアヘビー級の体格ながらも、多彩な技の数々で対戦相手を翻弄する。三四郎に負けず劣らずのスケベ。関西弁を喋り、自称は「ワイ」を使っている。レッドシューズ・ドゥーガンを尊敬しており、格闘部道場の壁面にポスターを貼っていた。
南小路 虎吉（みなみこうじ とらきち）
三四郎の悪友。美術部に所属し漫画家を目指しているが、三四郎にも負けないほどの体躯を誇り、なぜか空手研究会にも籍がある。馬之助同様、空室となった柔道部道場を巡る混乱の末に格闘部に合流。クラブ祭の時の格闘部の応援看板は虎吉以外に絵を描ける者がいなかったため彼が描いたが、『キャンディ・キャンディ』を彷彿とさせる、異様に少女趣味の絵になってしまった。だが絵や漫画の才能は確かなもので、天竜学園在学中に雑誌社の漫画コンテストで佳作を取るほどの実力を持っている。美術部でただ一人の男子生徒で、美術部の女生徒からは「トンちゃん」と呼ばれている。高校卒業後も三四郎や馬之助と行動を共にし、ひまわり保育園で保父をしながら漫画家デビューすべく漫画を描き、さらにレスラーのトレーニングにも途中まで参加していた。もともと少女漫画チックなジャンルが得意だったが、三四郎たちに感化されたのか、物語後半ではそれまでのテクニックを捨ててまで戦いのドラマを描くようになった。得意技はコーラびん飛ばしとランニングネックブリーカードロップ。三四郎・馬之助同様のスケベである。出身は不明だが、言葉に九州訛りが入っており、自称は「ワシ」を使っている。

### 天竜学園高校
新賀田市にある私立高校で、男子生徒に比べて女生徒の比率が異常に高い高校。だが、ラグビー部の実力は県でもトップクラスを誇る。

#### 総合格闘部
現在でいうところの総合格闘技を行う部ではなく、格闘技である柔道部・レスリング部・空手部の集合体である。もともとは柔道部だったが、三四郎が入部直前に柔道部唯一の部員だった大橋がラグビー部に転部してしまったために存続が危うくなり、唯一のレスリング部員の馬之助と美術部から転部希望の自称空手部の虎吉が部室争奪を行った結果、誕生した。肩書きは三四郎…部長、馬之助…キャプテン、虎吉…主将。これは学校への部活動の届出の際に、誰が部長をやるかを巡って3人が揉めたための措置。ちなみに格闘部としての公式戦参加は、三四郎たちが3年の時に参加した柔道インターハイ予選の一度のみで地区優勝を果たしたが、個人戦（三四郎と参豪は柔道、馬之助はレスリング、虎吉は漫画の新人賞応募）を優先させるために県大会出場は辞退している。
参豪 辰巳（さんごう たつみ）
三四郎たちの同級生。天竜学園に転校する前の高校では柔道部の主将を勤め、インターハイの柔道軽量級で毎年上位に食い込む実力者である。転入後、ラグビー部との試合の人数合わせで三四郎に格闘部入部を勧められるが一度は拒絶。だが、三四郎に「俺が負けたら志乃のヌードを見せる」と挑発されて柔道（ロープブレイクがあるなど、どちらかといえばプロレスに近いルール）で対決し、バックドロップを喰らって敗れ、格闘部入りした。ラグビー部との試合後は、三四郎たち格闘部の面々に柔道を基礎から叩き込み、柔道インターハイ予選の団体戦に参加。自らも大将として、軽量級ながら中量級・重量級の相手を向こうに回して活躍。団体戦終了後は個人戦でも勝ち進み、念願の全国制覇をも成し遂げた。口癖は「〜ッス」。京都にある柔道の名門・山嵐大学へ進学したが、別れを惜しんで勝負を挑んだ三四郎に対し「もう三四郎にはかなわない」と言いながらも、志乃のブラジャーを賭けられ発奮し、見事に勝利した（この時勝ち取ったブラジャーは額縁に入れて飾っていた）。卒業間近に下級生の娘からラブレターを貰い、知り合ってから半日も経っていないのにもかかわらず、ラブラブなカップルとなっている。三四郎たちのプロレスラーデビュー戦を応援しに来た際には、なんとアフロヘアーで登場。三四郎たちに再び丸刈りにされた。場が静まりかえった時に屁を放つ癖がある。
岩清水 健太郎（いわしみず けんたろう）
三四郎たちの同級生。夏でも学生服の上からトレンチコートを羽織っている。志乃のパンチラを偶然目撃してしまったことで志乃に一目惚れし、その志乃に誘われて格闘部に入部する。いわゆるカメラ小僧で、カメラ片手に志乃のパンチラを狙ったりしていた。運動は得意でなく、ラグビーや柔道の試合の際には殺虫剤や折れた道路標識など、どこから調達したのか、そしてどうやって隠していたのか分からない凶器を懐から取り出して使うのがお約束。ただし、格闘部員として参加し副将を務めた柔道インターハイ予選では、極めるのが難しいとされる三角絞めを相手に極め、一本勝ちしたこともある。エロ本を積極的に購入しており、三四郎たちが五頭たちと乱闘騒ぎを起こした際には、手に持っていた大量のエロ本を凶器として奪われた。高校卒業後は芳賀田スポーツに入社。風俗担当となり、三四郎たちを羨ましがらせる。名前の由来は『愛と誠』の岩清水弘と、元タレントの清水健太郎。それゆえ口癖は、「死ねる」。気に入った女生徒の名前を書き連ねた、「死ねるリスト」というメモを作っていた。『それいけ岩清水』という、彼と瓜二つの兄・金太郎を主役にしたスピンオフ作品が存在する。
番長（ばんちょう）
本名不明。ラグビー編のみ登場。3つの必殺技（タックルに行って怪我しない様に弾きとばされ、さも一生懸命やった様に悔しがるなど）という全く使えない技術を持つ。100ｍ走は志乃と同レベル（もちろん鈍足）で、ライバル心を抱いていた。テツという名の子分がいるが、「テツ」ではなく「ケツ」と呼んでいる。柔道編も参加しようとしていたが団体戦メンバーから外れ、テツともども消えて行った。
工藤先生（くどうせんせい）
天竜学園の教師で、三四郎の恩師。ラグビー部顧問だったが、『指導が危険』とPTAから指摘を受けて顧問を辞めさせられていた。その後は茶道部の顧問をしていたが、三四郎たちに頼まれもしないのに格闘部顧問となる。三四郎たちの卒業後はラグビー部顧問に復帰した。顔中傷だらけのため、あだ名は「ヌイメ」。傷跡は昔のヤクザ者との抗争の痕といわれ、高校教師としては凄絶な過去を持っている。常時サングラスを着用しているために普段は傷跡を意識させないが、サングラスを外して素顔を晒しただけで、決闘をしようとしていた三四郎、馬之助、虎吉、飛鳥を鎮めたエピソードがあるほどの迫力がある。三四郎の姉の幸子に惚れ込み、「○時間も待って、グーゼンしたんだからな!」という台詞どおりに偶然の出会いを重ね、大恋愛を繰り広げている。脹脛が好きで、格闘部道場の自分専用スペース（工藤だけでなく、マネージャーの志乃も自分専用の部屋を道場に持っていた）にはピンク・レディー、石野真子、北の湖敏満といったさまざまな人物の脹脛の写真を貼り付けていた。意外と泣き虫で、「ヒ〜ン、ヒ〜ン」と泣く。
続編である「1・2の三四郎 2」では幸子のハートを見事に射止め、念願叶って結婚、三四郎の義兄にもなる。

#### ラグビー部
三四郎がかつて所属していたが、練習中の事故がもとで三四郎とは絶縁状態にある。クラブ祭のラグビー特別試合で、三四郎率いる格闘部と対戦した。
飛鳥 純（あすか じゅん）
ラグビー部キャプテン。三四郎にも劣らない運動神経とラグビーセンスの持ち主で、将来の日本ラグビー界を背負うとされる逸材。加えて容姿は三四郎とは比べ物にならないほどハンサムで、学園内にファンクラブが存在するほどの絶大な人気を誇る。三四郎がラグビー部を退部するきっかけとなった練習中の事故を三四郎の仕業だと思い込み、その事故のせいでラグビー部が廃部寸前にまでなった事も相まって三四郎を激しく憎悪していたが、クラブ祭の特別試合の最中に全ての事情を知り、三四郎と和解する。卒業後はラグビーの強豪・UN大に進学、三四郎のレスラーデビュー戦には頭髪を五分刈りにした姿で現れ、三四郎たちを驚かせた。奈緒子というガールフレンドがおり、その後、続編『2』で奈緒子と結婚し一児を儲けていた。
宇ノ井 茂（うのい しげる）
ラグビー部部員。三四郎がラグビー部を退部することになった事故の直接の原因（彼がスクラムの重さに耐えかねて膝を着き、スクラムを崩してしまった）を作った生徒（復刻版第2巻参照）。自身もその事故で右腕を骨折する大怪我をしている。ラグビー部に所属してはいるものの、飛び抜けた運動神経は持ち合わせていない。PTA会長の母がおり、事故の原因を口外する事を堅く口止めされていた。そのために常に三四郎に対して負い目を抱き、事あるごとに何とかそれを告白しようとするが、内気で臆病な性格が邪魔をして言えなかった。しかし、クラブ祭の特別試合の時、三四郎たちに集中するさまざまな批判や罵詈雑言に耐えかねて、ついに意を決して全ての事情を全校生徒の前で暴露し、誤解を解いた。卒業後は新賀田市内のパン屋で働いている。
大橋（おおはし）
元は唯一の柔道部員兼主将だったが、女にもてたいという理由で退部しラグビー部に入部。クラブ祭の特別試合で、参豪へのライバル心から出場を志願（実は参豪と実際に対戦したことは一度もない）するが、全く相手にされず出場はかなわなかった。
新発田（しばた）
ラグビー部のOBで、UN大ラグビー部部員。過去、試合中に相手選手に対してウエスタン・ラリアットを見舞って病院送りにした経歴を持っており、ついたあだ名は「ハンセン」。大学生だが、もじゃもじゃ頭で髭を生やし、まるで親父のような風貌をしている。三四郎の事をラグビー部在籍時代から気に入っており、UN大に入れとしきりに勧めていた。三四郎のバックドロップになぜか対抗意識を燃やしており、三四郎にラリアットを喰らわしてはバックドロップを返されている。三四郎たちのデビュー戦には、UN大ラグビー部員を率いて応援に駆けつけた。

#### その他
笠原 礼子（かさはら れいこ）
天竜学園生徒会会長。容姿端麗・成績優秀と、まさに優等生を絵に描いたような女生徒。優れた人物眼の持ち主で、学園の問題児と見られている三四郎や馬之助・虎吉の真の才能と実力を認識している、数少ない理解者の一人。クラブ祭では、ラグビー部と格闘部のラグビー特別試合を即決で認めた。三四郎に恋心を抱いており、かつて三四郎に宛ててラブレターを出したが、結局見向きもされなかった過去がある。それ以降は三四郎を影から見守る立場に自らを置いているが、それでも三四郎に対する恋心は残っていた。だが、三四郎が気にしている存在が自分ではなく志乃である事を彼の行動からうすうす感じ取っており、自らの思いを再び三四郎に示す事はなかった。高校卒業後は大学へ進学するかと思われたが、新賀田市内の病院に看護婦として勤務している。
倉持トミ子（くらもち　とみこ）
三四郎、志乃と同じクラスで、志乃に最初に声をかける。新聞委員でもあり、クラブ祭では実況をつとめる。卒業後は、クラス会の代表をしている。

### 望月高校
天竜学園に転校する前に志乃が在籍し、生徒会長を務めていた高校。お坊ちゃん学校である。
亜星 健（あぼし けん）
望月高校柔道部主将。前年のインターハイ県予選個人戦中量級優勝者。参豪とも前年の団体戦県予選決勝戦で対戦、参豪に手も足も出させずに勝利している。柔道の腕前は折り紙つきで、県内の柔道中量級の頂点に立つ男。また、外見はスポーツマンらしい爽やかな顔立ちをした好青年である。
2年次の修学旅行の宿泊先がたまたま同じだったために志乃と再会、志乃に絡んできた不良たちを倒された三四郎に代わって撃退しその後志乃に告白、志乃をその気にさせる。表向きは爽やかな優等生だが、実は裏で不良集団と密接に関係しているいわば『影の番長』であり、後日、三四郎との再会時にそのことを看破される。そのために結局は志乃に振られ、学校での立場も非常に微妙なものとなってしまうが、その後は不良との関わりを一切絶ち、ひたすら柔道に打ち込むようになる。三四郎が市民大会に参加した際には、稲毛と対戦する三四郎にアドバイスを送るなどしていたが、結局試合で三四郎と直接対戦することは一度もなかった。実家は建設会社。
服部（はっとり）
望月高校の不良集団のリーダー的存在。下膨れの瓜実顔に丸ぶち眼鏡となまず髭が特徴で、おおよそ高校生には見えない。志乃が望月高校で生徒会長をしていたときに停学処分を4回喰らっており、そのことを未だに深く根に持っている。手下を率いて修学旅行の自由時間を利用して志乃を付け狙うが、1回目は亜星に、2回目は三四郎・馬之助・虎吉にそれぞれ撃退された。

### 藤見高校
柔道の強豪校。柔道を修行中の三四郎たちが、最初に出稽古に出かけた学校である。諸事情により、インターハイ予選には2チーム参戦している。
稲毛 文二（いなげ ぶんじ）
藤見高校柔道部主将。三四郎の柔道における初めての対戦相手。顔を正面から見ると、頭部の輪郭が逆三角形をしており頭でっかちに見えるため、三四郎たちに「恐怖の頭人間」と勝手にあだ名をつけられる。柔道の市民大会において三四郎と相対するが、三四郎の滅茶苦茶ぶりにすっかりペースを乱され、挙句に絞め技を極めたはいいが逆に三四郎に首を手で直接絞められて失神するという屈辱を味わう（絞めた三四郎は当然反則負け）。その後、格闘部の出稽古を受け入れるが、その最中に三四郎たちの目の前で不良の5人組の乱入を受ける。だが、稲毛はボロボロになりながらも稽古を続けようとし、三四郎たちに対して柔道に対する自身の半端でない思いを示した。その三四郎とはインターハイ予選団体戦1回戦で先鋒として再び対戦。三四郎を追い詰めるも、最後にはブレーンバスターを喰らって一本負けを喫する。試合後には三四郎の実力を認め、ライバルとして意識するようになる。インターハイ予選の中量級個人戦で最終的に3位に入賞するなど、柔道の腕前もなかなかのもの。作中で確認できるだけで兄弟が4人いるが、全員同じ頭の形をしている。

### 明新高校
監督による軍隊なみのスパルタ指導のもと、県大会で常に上位に位置する柔道の強豪校。前年のインターハイ予選団体戦の優勝校である。そのスパルタぶりは想像を越えており、選手は全員スキンヘッドを義務付けられ、監督の意向に反抗したものには容赦なく制裁を加えるという徹底ぶりである。部員全員が、1日に1,000回の打ち込みをする事によって身に着けた恐ろしく切れ味の鋭い背負投を得意としており、その試合運びは、強いことは強いが『全員同じで見ていて面白くない』とも形容される。
小島（こじま）
柔道部部員。インターハイ予選の団体戦準決勝で先鋒として三四郎と対戦。最初は背負投のみで対するも、三四郎の想像以上の実力に手を焼き、監督からは罵声を浴びる事となる。だが、逆に三四郎の強さを発奮材料にして奮戦、終了間際に捨て身の攻撃を仕掛けるも、最後は逆転のブレーンバスターをかけられて一本負けを喫した。しかし、小島自身を含めて今まで監督の指示でしか動く事がなかった明新の選手達に対して、自らの闘志を前面に出す試合ぶりを見せつけて部員の闘志を掻き立て、その後の激戦の端緒を開く事となった。三四郎のレスラーデビュー時にも応援に駆けつけ、自分がファンである塚原のサインをもらってくれと三四郎に頼んでいた。
鷲津（わしづ）
柔道部部員。団体戦で次鋒として虎吉と対戦。組み合っての力比べの果てに虎吉が繰り出した内股を返して一本勝ちし、星を五分に戻す。
瀬谷（せたに）
柔道部部員。団体戦で大将として参豪と対戦。体格の違いを生かして参豪を抑え込み、技ありを奪うなど参豪をぎりぎりまで追い詰めるが、最後は参豪の捨て身技の前に一本負けを喫する。
金田 麻男（かねだ あさお）
1年生の柔道部員。おかっぱ頭（本人のお気に入り）で、いつも名前を「キンタマオトコ」と呼ばれてその度に訂正するのが定番の登場の仕方。どんなに制裁を受けようとも丸刈りになる事を頑なに拒み続けたために団体戦のメンバーからは外され、個人戦では自分でエントリーをして参加。インターハイ予選の中量級個人戦の1回戦で三四郎と対戦し、三四郎を破った。団体戦で柳を破った三四郎をあっさりと負かしたことで実力を示し、結局優勝候補の柳をも破って中量級優勝、監督に複雑な心境のコメントをさせている。この後、最終的にインターハイ中量級を制覇、天才出現とマスコミに騒がれた。ただし、本人は勝ったとはいえ三四郎の強さを十分に肌で感じ取っており、予選後のインタビューで「今まで組んであんなに怖いと感じた相手はいない」と言っている。

### 黒崎高校
主将の柳は前年の個人戦中量級優勝者。団体戦は決勝戦で明新高校に敗北。その柳を中心に実力者を揃え、今年こそ団体戦全国出場を目論む。
柳 政紀（やなぎ まさのり）
黒崎高校柔道部主将。超高校級の柔道選手でオリンピック候補だったが、インターハイ予選の団体戦決勝で、柔道に関しては素人同然の三四郎にラグビーのタックル3連発を喰らって一本負けしてしまい、その後の個人戦でも決勝で金田に敗北（実は三四郎のタックルを喰らった際に指を骨折しており、それが敗北の一因にもなっていたが、柳本人はそれを言い訳にはしていない）。以来、三四郎をライバル視するようになり、三四郎の後を追って新東京プロレス入りするが、当の三四郎は桜五郎の元に入門してしまう。新東プロ入門後は確たる実績がなかったために下積みが続いたが、柔道殺法と噛み付きなどのラフファイトで徐々に頭角を現し、五頭と肩を並べる新東プロの若手のホープとなった。スパーリングで前歯が折れたために強化プラスチック製の差し歯を入れており、ボールペンをも軽々噛み砕く。寡黙で真面目な性格だが、三四郎に対し「馬鹿野郎のスチャラカチャ」と書いた手紙を送るなど、結構大人げないところがある。順子という兄思いの妹がいる。必殺技は、高校時代に編み出した「腕取って逆回って体落し風投げ」にさらに改良を加えた「柳スペシャル」。
大和田（おおわだ）
柔道部部員。通り名は「シマシマパンツの大和田」というが、特に意味はない。絞め技に絶対の自信を持っており、対戦相手を絞め落とす事に生きがいを感じる男。団体戦決勝で次鋒として虎吉と対戦するが、絞め技を掛けるべく畳に転ばせる前に、準決勝敗北の汚名返上に燃える虎吉のボディスラムを受けて一本負けする。
貝沼（かいぬま）
柔道部副将。決勝戦では中堅として馬之助と対戦、1回組んだだけで馬之助に「強い」と感じさせるほどの実力を持っているが、馬之助の繰り出したサイドスープレックスの前に敗れ去った。

### ひまわり軍団（桜軍団）
新東プロのレスラーや報道関係者からは「桜軍団」と呼ばれるが、三四郎たちや近所の人々は、桜軍団がひまわり保育園を本拠地にしていることを知っているため、「ひまわり軍団」と呼んでいる。
成海 頁二（なるみ ぺいじ）
ひまわり軍団の若手レスラー。長身痩躯の元空手チャンピオン。最初は新東プロに入るつもりでいたが、入門テストで一緒になった三四郎が気になり、新東プロでのデビュー寸前にひまわり軍団に入る（直接の原因は、塚原巧の娘が風呂の掃除をしている時に知らずに入浴しようとし、全裸を見られた事で恥ずかしくて新東プロにいられなくなったこと）。実家は大阪で家具問屋を営んでおり、かなり裕福なのだが、なぜか貧乏で不幸な生活に憧れている。両親の他に3人の姉がおり、家族からは「ペーちゃん」と呼ばれるが、本人は激しく嫌がっている。無口で普段は「ウガ」としか喋らない（それでも意思の疎通はできている）。何か喋ろうとすると言葉に詰まりどもってしまうが、実は普通に話そうとするとコテコテの関西弁になってしまうため、無理に標準語を喋ろうとして、喋れなくなってしまう事が後に判明する。もと空手家らしく蹴り技全般に長けており、特に回し蹴りを得意とする。その破壊力は凄まじく、当たれば相手を一発でノックアウトするほど。反面、寝技は全く苦手で、マットに転がされると何もできなくなる（三四郎曰く「ただの棒っ切れ」）。TWWAベルト争奪タッグトーナメントでは三四郎と組む。あだ名は身長に由来して「2メートル」。松田聖子のファンらしい。
桜 五郎（さくら ごろう）
ひまわり軍団の総帥。普段は横浜市鶴見区でひまわり保育園を経営、園長に収まっている。いかにも悪役という顔つき。かつては盟友・塚原巧とタッグチームを組み、TWWAタッグチャンピオンを獲るほどの実力の持ち主で、塚原も「人気は俺の方が上だが実力は五郎の方が上だった」と認めるほど。だが、TWWAシングル王座挑戦権を巡っていざこざがあり、塚本と袂を分かって単身渡米。アメリカマット界で一流のヒールとなって帰国した。三四郎、馬之助、頁二にプロレスを基礎から叩き込んだ師匠であり、三四郎たちにハードなトレーニングの数々を課す。過去に新東プロでトレーナーを兼務していた際には、トレーニングの厳しさから新人がほとんど逃げ出したという。TWWAタッグチャンピオンを獲得したことからも分かるようにその実力は凄まじく、シュートマッチで過去に何人ものレスラーを再起不能にしているほど。とはいえ、弟子入り前の三四郎たちの乱闘ぶりには、思わず「オレより凶器の使い方がうまい」と洩らした事もある。必殺技は伝説の『ロケット頭突き』で、その際の掛け声は「うんこ〜!」。普段はただのスケベな中年だが、試合前に精神統一として、正座し目を閉じた状態で山本リンダの『狙いうち』をフルコーラス口ずさむ事で、悪役レスラーに変身する(その様子を見ていた馬之助は「プロや…」と呟くほど感心していた)。三四郎たちからは「おっさん」と呼ばれている。
コーキー
桜五郎の美人妻で、北欧系外国人。23歳。夜はセーラー服やナース服のコスプレをさせられているが、本人は五郎に日本のパジャマだと言われたことを本気にしており疑いもしない。妙な博多弁を話し、語尾は「〜っちゃ」「〜クサ」。五郎と塚原がロサンゼルスでTWWAタッグ王座に挑戦した時、血みどろになって闘う五郎に一目惚れした。なぜか、頭はサザエさんスタイルである。
ザ・スノウマン
外国人の覆面レスラー。他の凶悪外国人レスラーとの移動を嫌って、ひまわり軍団と行動を共にする。日本語は話せないが、自分が言いたい事を書いたメモを持ち歩いていて、それを見せて会話を成立させている。マスクを着けたまま寝たために寝返りした際マスクがずれてしまい、窒息死しかけたこともある。巨体を生かしたパワー殺法を得意としている。
ダン・ロビンソン
外国人レスラーで、英国ジュニアヘビー級王者。三四郎と馬之助のデビュー戦の3人タッグに三四郎たちのタッグパートナーとして参加。最後は仲間割れで終わったが、他の外国人レスラーと反りが合わず、スノウマンと一緒にひまわり軍団と行動を共にする。性格も良く二枚目だが、ファンの女の子から頬にキスされ、のぼせて鉄柱に激突するなど、根は結構純情。本当は本国ではもてていないのではないかと三四郎たちに分析されていた。TWWAベルト争奪タッグトーナメントでは馬之助とタッグを組んだ。なかなかのテクニシャンで、同じジュニアヘビー級の馬之助との連携も際立っていた。
サ・ダハール
王貞治に名前も顔もそっくりな通訳。巡業中の食事・宿泊先の手配などの接待も請け負う。通常は外国人レスラーのための通訳兼世話係なのだが、三四郎たちが日本人レスラーと一緒にいるとケンカを始めるため、日本人レスラーと別にされたひまわり軍団の世話係となった。

### 新東京プロレス
通称は新東プロ。三四郎が最初に入門しようとしたプロレス団体。数あるプロレス団体の中でも抜群の知名度と人気を誇る。その名称などから、モチーフを新日本プロレスに求めることは容易である。
塚原 巧（つかはら たくみ）
新東京プロレス社長であり、新東プロのエース。かつては桜五郎と組んでTWWAタッグチャンピオンに輝き、現在は同ヘビー級チャンピオンに君臨。五郎の幼馴染であり、終生のライバルである。
ケン・ヒタチ
塚原に次ぐ新東プロのナンバー2で、塚原のタッグパートナーも務める実力者。女性にも人気があり性格もなかなか良い。柳の実力を見抜いていたのか、柳のレスラーデビュー戦ではセコンドを務めており、柳スペシャルの完成にも一役買っていた。モデルは藤波辰巳。
五頭 信（ごず しん）
元アマチュアレスリングチャンピオンで、モスクワオリンピック代表候補。国の事情によりオリンピック出場は不可となり、新東プロのホープとして入門。若手の中では人気・実力ともにナンバー1のレスラー。だが、デビュー前に乱入した三四郎にエロ本で鼻を折られ女性ファンを失い、その後も散々な目に合わされていることから、ひまわり軍団を目の仇にしている。顔の輪郭がぞうりに似ていることから、三四郎に「ゾウリ人間」呼ばわりされている。その後も体が何とか収まる大きさの中古車を購入したが、道を歩くひまわり軍団に気をとられ追突事故を起こすなど、ひまわり軍団とは公私ともに因縁が絶えない。レスリング出身者らしく、レスリングスタイルは基本に忠実な正統派。アマレスで培った確かな技術と恵まれた体格を生かし、立ち技からグラウンドレベルの攻防（関節技）まで、全てを水準以上にこなす。TWWAベルト争奪タッグトーナメントでは柳とコンビを組み、新東プロの威信を賭けて三四郎たちの前に立ちはだかった。
田中 敬三（たなか けいぞう）
新東プロ所属のプロレスラー。中堅クラスのレスラーで、試合は地味だがストロングスタイルの実力者で、新東プロレスの新人及び若手選手達は、この田中に勝つ事により日本国外への武者修行を許されていた事から、『アメリカの壁』と呼ばれているが、デビュー3戦目の三四郎にKOされてしまう。柳のデビュー戦の相手でもあり、続編『2』で、新東プロに移籍した三四郎たちの良き先輩になっていた事が判明した。作者の友人である川三番地の本名が名前の元ネタになっている。
玉木 守（たまき まもる）
新東プロ所属のプロレスラー。三四郎より年下だが、キャリアでは1年先輩となる。6人タッグで五頭・柳と共に三四郎のデビュー戦の相手として対戦。3本勝負の1本目を先取した事で調子に乗った三四郎が、タイガーマスク式のサマーソルトキックを披露した際、三四郎がマットに着地する寸前に自らの足を引っ掛け、バランスを崩し後頭部を痛打して失神した三四郎から完璧な3カウントフォールを奪う。続編である『2』も含めて、『東三四郎からフォールを奪った唯一のレスラー』だが、その後は成海頁二とのシングルマッチでKO負けするなど、あまり芳しい活躍を見せず、『2』にも登場していない。
原 定次（はら さだじ）
新東プロ所属のプロレスラー。新東プロで8本の指に入ると言われたレスラーで、成海頁二のデビュー戦の相手。頁二の事を「デクの棒」と罵り挑発するが、試合開始早々、回し蹴り一発でリング外へ蹴り飛ばされ、そのままリングアウト負けを喫してしまい、頁二の蹴りの破壊力を強烈に印象付けてしまう。その後、『打倒成海』を目標に玉木と組みTWWAベルト争奪タッグトーナメントに出場するが、予選1回戦で敗れてしまい、その後は登場していない。
火浦 省三（ひうら しょうぞう）
新東プロ所属のプロレスラー。三四郎が桜軍団入りする前に新東プロのオーディションを受験した際、同じくオーデションを受験していた。三四郎・頁二戦前まで一度もフォール負けしたことがないなど素質は素晴らしいものを持っているが、練習をサボったり、負け試合も反則負けかリングアウト負けばかりのため、他の若手選手からは総スカンされている。谷と組んでTWWAベルト争奪タッグトーナメントの予選に出場し、三四郎・頁二組と対戦するが、トーナメント本戦に出場し注目されることを望み、後述のエリック・スペンサーを焚きつけて対戦相手である三四郎たちを襲撃させ、怪我を負わせるという卑怯な手段に出る。しかし最終的には、怪我をおして試合を行った三四郎・頁二組にKOされた。
谷 春彦（たに はるひこ）
新東プロ所属のプロレスラー。火浦と組み、TWWAベルト争奪タッグトーナメントの予選に出場する。火浦がエリックを焚きつける所を目撃し、一度は予選辞退も考えるが、火浦に丸め込まれ予選に出場する。『2』にも登場している。
保坂 健二（ほさか けんじ）
新東プロ所属のプロレスラー。三四郎が桜軍団入りする前に新東プロのオーディションを受験した際、同じくオーディションを受験していた。三四郎のデビュー2戦目の相手で、初のシングルマッチでの対戦相手。試合開始早々三四郎を襲撃するが、まったく効かず倒される。『2』にも登場している。
荒井 鉄人（あらい てつじん）
新東プロ所属のプロレスラー。トレーナーも兼ねており、若手のトレーニングでは陣頭指揮をとっている。身長はそれほど高くはないがガッチリとした体格を持っている。入門テストの際に、塚原を追いかけて新東プロの道場に乱入してきた桜五郎の標的にされ、数日後の蔵前国技館での試合でも五郎に襲撃されて試合開始前に血だるまとなり、ノックアウトされてしまった。TWWAベルト争奪タッグトーナメントの決勝戦では、テレビ解説者として実況席に座っている。スキンヘッドに骨張った輪郭が特徴。モデルは山本小鉄。
立風 次男&竜 克己（たちかぜ つぐお&りゅう かつみ）
ファイトスタイルは地味だが、筋金入りのテクニシャンコンビ。ヨーロッパ遠征が決まっていたが、タッグトーメントに出場するため、遠征を中止し参戦する。2回戦でオズマ・ノーラン組と対戦し、良いところなく敗れる。
中村 明&川地 亮二（なかむら あきら&かわち りょうじ）
アメリカに遠征していたが、タッグトーメントに出場するため、急遽帰国し参戦。2人とも巨漢かつスピードがありラフにも強い。だが、2回戦でゲリー・ラリー組のラフファイトで流血した末、敗れる。
富山 ヒトシ&山口 聡（とやま ヒトシ&やまぐち さとる）
『ミスタープロレスラー』と呼ばれる選手たちで、2人とも24歳だがすでに何度も海外遠征の経験があり、メキシコではメインエベンターとして活躍している。今トーナメントの優勝候補の筆頭だったが、2回戦で三四郎・頁二組と対戦し敗れる。
カシアス中野&赤沢二郎（カシアスなかの&あかざわ じろう）
2回戦で馬之助・ダン組と対戦して敗れたタッグチーム。
欧（おう）
新東京プロレス社長。丸ぶちサングラスに髭面でいつも葉巻を手にしている。若手選手達の充実を目にし、賞を賭けて闘わせる事を営業部長に指示し、TWWAベルト争奪タッグトーナメントを開催するきっかけを作る。

#### 外国人レスラー
シュガー・レイ・オズマ＆スティーブ・ノーラン
TWWAベルト争奪タッグトーナメントにTWWA本部から推薦され、参戦したタッグチーム。2人とも2mを超える身長と200kg近い体重の巨漢レスラー。大学時代、ラグビー界では有名選手として知れ渡っており、三四郎もその存在を知っていた。ほとんどトレーニングをせず、飲んで食べているが、その巨体から来る圧倒的な力でトーナメントを勝ち上がっていく。
ゲリー・ジュノ&ラリー・ルパン
TWWAベルト争奪タッグトーナメントにニューヨークのTWWAエリアから推薦され、参戦したタッグチーム。元暴走族でラフファイトを得意とする。作中ではどちらがゲリーでどちらがラリーなのか説明がないため、不明。
ザ・コックロウチ1号&2号
TWWAベルト争奪タッグトーナメントにメキシコのTWWAエリアから推薦され、参戦した覆面レスラーのタッグチーム。タッグトーナメント1回戦で馬之介・ダン組と対戦するが、ゴングが鳴る前に2人がかりの奇襲攻撃を仕掛けるものの、あっさりと負けてしまう。なぜタッグトーナメントに出場できたのか謎な程実力のないレスラーたちで、試合を見ていた三四郎や、新東プロの幹部達に「なんて弱い相手だ」「何故あんなのを呼んだんだ」と呆れられていた。
マイケル・デブリン
ひまわり軍団が初参戦する前のシリーズに来日した外人レスラー。塚原のTWWA王座に挑戦を希望していたが叶わず、最終戦にて次のシリーズに桜五郎が参戦する事が発表され会場が騒然とする中、ひまわり軍団が客として会場入りしたことで、異常な盛り上がりを見せるなかで行われようとした自分の試合で、三四郎を狙った五頭の乱入に巻き込まれ、さらにひまわり軍団同士の乱闘にも巻き込まれ、試合も出来ないまま通路で失神してしまう。
エリック・スペンサー
ひまわり軍団が初参戦したシリーズに来日したスキンヘッドの外人レスラーで、アメリカではヒールとして名が売れている。塚原のTWWAシングル王座を狙っていたが、桜五郎に挑戦権を奪われてしまったためにその事が気に入らず、さらに若手中心のTWWAベルト争奪タッグトーナメントが開催される事になり、自分をないがしろにされた事に含むものがあった所へ火浦に焚きつけられて三四郎たちの試合に乱入し、三四郎や頁二に怪我を負わせる。その後もタッグトーナメントを潰そうと乱入しようとするが、桜五郎とスノウマンに止められ、さらに「この試合に手を出したら、ただじゃおかない」と桜五郎に脅され、その後に組まれた桜五郎とのシングルマッチで精彩なく負けてしまう。

### その他

#### 三四郎の家族
東 一二郎（あずま いちじろう）
三四郎の父。さまざまな事業に手を出すもことごとく失敗、妻（三四郎の母）は状況を見かねて離婚、挙句に幼い三四郎姉弟を親戚夫婦に預け、自身は失踪してしまった。失踪後も、各地で事業を起こしては失敗するということを繰り返して巨額の借金を背負った上、ダンプカーに撥ねられて瀕死の重傷を負った状態で三四郎と再会を果たすこととなった。その後、何度も危篤状態に陥って周囲を心配させるが、その度にすぐ息を吹き返していた。三四郎の父親らしく、肉体的にも精神的にも良くいえば「何事にもへこたれない」類稀なタフネスぶりを誇り、榊原（一二郎の友人。後述）も『何をやらせてもあいつには敵わない』というほど。そのような理由のために三四郎からは憎まれていたが、本人はなぜ憎まれているか理解していない。入院後は、その関係も少しは改善された様子。
なお、三四郎は一二郎の遺産（巨額の借金）を負うことを一旦は決意するが、結局一二郎が息を吹き返したため、負債がその後どうなったのかは不明である。
東 幸子（あずま さちこ）
三四郎の姉。22歳。両親の離婚後、三四郎共々親戚の家に預けられていたが、親戚夫婦と折り合いが付かず、三四郎と家を出た後は母親の代わりとなって学校に通いながら三四郎の面倒を見てきた。現在は、新賀田市内のスポーツ用品店「ファイト」に勤めている。整った顔立ちをした美人であるが、自分を犠牲にし、苦労して三四郎の面倒を見てきたため、実際の年齢よりも年を取っているように見える。過去に交際していた男性もいたが別れていて、三四郎はそれが自分のせいだと思っている。
三四郎を仲立ちにして工藤先生と出会い、工藤からの熱烈なアタックを受ける。その後、その想いを受け止め、2人でデートしている所を三四郎たちに目撃されたり、三四郎が工藤の悪口を言った際もムキになって否定したり、横浜の三四郎に宛てた工藤の手紙を代筆してあげたり、ラグビー部の顧問に復帰した工藤の陣中見舞いに訪れたりと、相思相愛のカップルとなっている。
三四郎の母
名前はタミエ。TWWAベルト争奪タッグトーナメント決勝戦に観客として和服姿で登場、三四郎の成長を目の当たりにしていた。三四郎の話では、再婚をして幸せに暮らしているとのこと。
木下 美和（きのした みわ）
三四郎との直接の血縁者ではないが、物語の流れを勘案の上、家族と同じ扱いとしてここに記載する。
新賀田市内で「東シロアリ」という害虫駆除の会社を経営している女性。本人いわく『幼い頃から一二郎に恋し続け、このまま一生片思いで終わりそうな女性』。だが、不遇さは本人からは全く感じられず、ただ一途に一二郎の事を愛し、待ち続けている。「東シロアリ」はもともと一二郎が作った会社であり、その会社を盛り上げ、守っていく事で一二郎への愛情を表現している。経営者として男性社員をまとめ、トラブルにも男勝りの器量で立ち向かっていくキップの良さを見せる一方、一二郎の残していった道子（後述）を預り、母親代わりとなって立派に育て上げている。熱情的な性格で、三四郎の応援に駆けつけた際は三四郎の流血の事態にヒートアップ、『ブチ殺せ〜〜〜!』などと叫んでいた。
東 道子（あずま みちこ）
一二郎が美和に預けていった少女。一二郎の娘（三四郎の妹）で中学生。新賀田市内で美和とともに暮らしている、ショートカットの美少女。陸上部と水泳部に所属しており、県の中学記録を塗り替えるなど、運動神経は相当なものである。水泳部に所属しているが、なぜか男性の裸体を想像するだけでじんましんが出るという特異体質を持っている。気合を入れるときなどに「ヨッショッ」という掛け声を発する。
実は道子は本当は一二郎の娘ではなく、一二郎の友人の立原という男の娘である。立原が死んでしまったため、身寄りのない赤ん坊の道子を一二郎が預る事になったが、その一二郎は妻に逃げられてしまった後であり、見かねた美和が一二郎から引き取った。ただ、道子本人にそのことは知らされておらず、あくまでも東一二郎の娘ということになっている。

#### その他の人々
塚原 いずみ（つかはら いずみ）
塚原巧の娘。新東プロレスの道場の風呂の掃除をしている時、頁二が知らずに入浴しようとして、全裸を見てしまう。それが原因で、頁二は恥ずかしくて新東プロにいられなくなり、桜軍団に加入する事になるが、本人は頁二の裸を見た事は全然気にしていない。父親が血だるまにされ、苦しむ姿を見るのが嫌なため、プロレスは見ず、「プロレスは嫌い」と発言している。密かに頁二は惚れている。
榊原（さかきばら）
一二郎の友人。三四郎とも面識があり、三四郎が幼い頃にゴジラの物真似をしてくれたことから、三四郎は「ゴジラのおじさん」と呼んでいる。県警の捜査四課に勤務しており、階級は警部。頭髪はバーコードのように禿げ上がってしまっているがガッチリした体格の持ち主で、70キロのバーベルを片手で持ち上げるほど腕っぷしも強い。武道に秀でており、剣道・柔道・合気道全部合わせて14段の腕前（本人いわく『書道も合わせると全部で16段』）。新東プロで巡業中の三四郎のもとに現れ、一二郎の居場所と危篤を知らせる。
栗針（くりはり）
スポーツ新聞『芳賀田スポーツ（通称・ハガスポ）』の記者で、新東プロを担当している。三四郎たち新人レスラーの成長を認め、特集記事にした。かつて悪役レスラーモードになった桜五郎に「目が小さいですね」と聞いたため、怒った桜に思い切り放り投げられた事がある。それ以来、桜五郎が苦手で、取材どころか近づこうともしない。興奮すると鼻水を垂らす。モデルは当時の『月刊少年マガジン』編集長・栗原良幸。
アントニオ猪木（アントニオいのき）
柔道編に登場。翌日の興行に備えて河原でトレーニングを行っていた時、偶然インターハイ予選会場へ向う三四郎たちと遭遇する。三四郎たちは猪木をインターハイ予選に出場する高校生と勘違いし、猪木に似ているという理由で本人の前で物真似をするなど挑発するが、その後本物だと知り、呆然としてしまう。その後も予選会場で何度か遭遇するが、あくまで偶然出会っただけで、以降は物語の本筋には全く関わっていない。

## 映画
1995年に市川徹監督、佐竹雅昭主演で実写映画化された。